# ۵۱۰ (خورشیدی)
۵۱۰ پانصد و دهمین سال هجری خورشیدی است.

## درگذشتگان
- ۱۲ آذر - عمر خیام،(زادروز: ۴۲۷) ریاضی‌دان، فیلسوف و شاعر ایرانی